# Descriptions des arts et métiers
Descriptions des arts et métiers és el títol general d'una obra enciclopèdica que es va publicar entre 1761-1789.

## Història
El projecte fou iniciativa de Jean-Baptiste Colbert. L'any 1675 va encarregar a l'Acadèmia Francesa de les Ciències (Académie des sciences) la preparació de diverses obres sobre els oficis. La tasca fou extremadament lenta. No fou fins al 1761 que es va publicar el primer treball: L'art du charbonnier.

## Contingut de l'obra

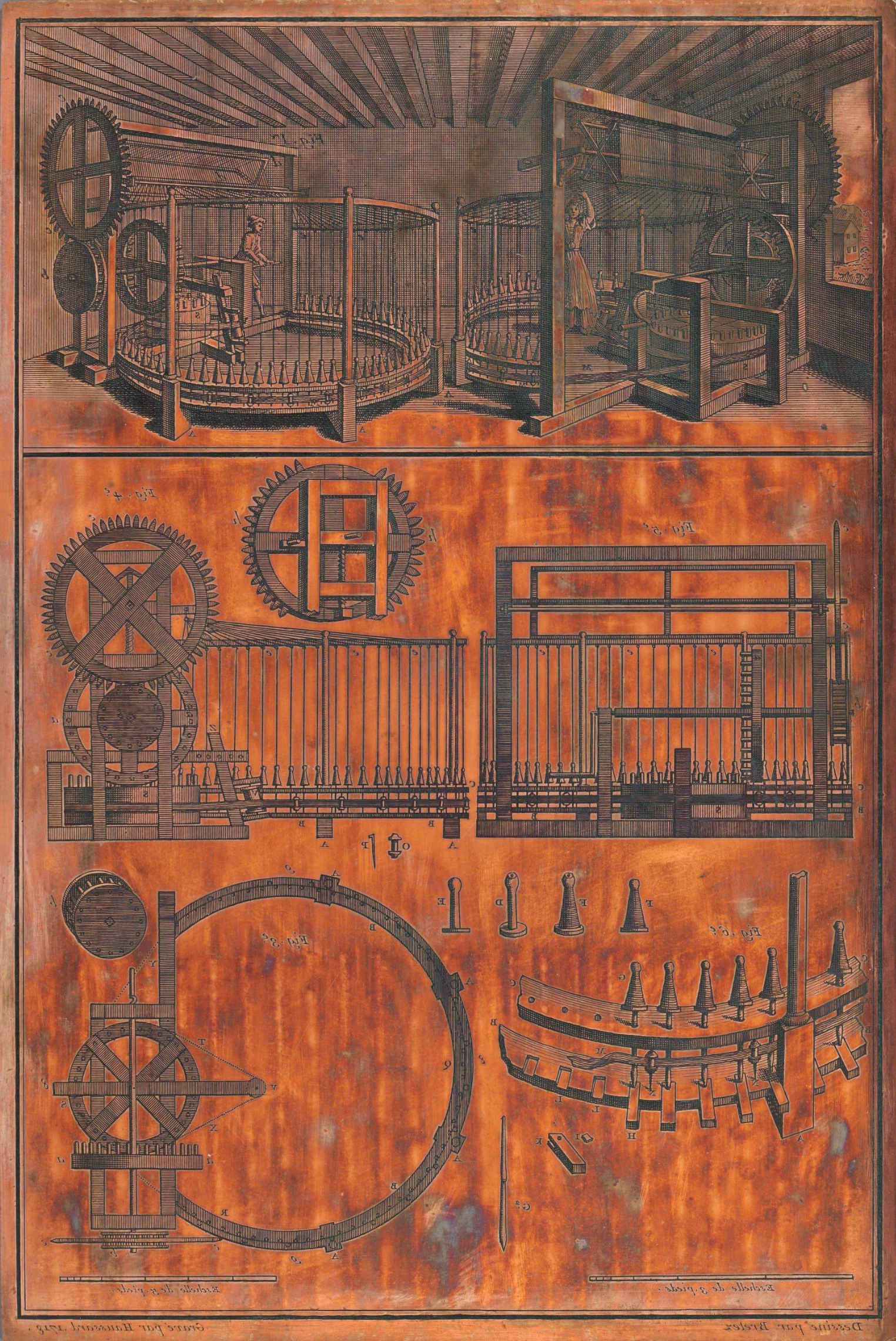
Planxa de coure matriu d'un dels gravats de la Description des Arts et Métiers.

El títol genèric és Descriptions des arts et métiers i la llengua el francès.
L'obra consta de més de 70 oficis (métiers, en francès) o activitats (arts, en francès). La descripció és, en cada cas, bastant detallada.
- A diferència d'altres obres enciclopèdiques, ordenades alfabèticament, la consulta directa és difícil. Els títols dels treballs no segueixen un criteri clar i cal cercar el tema desitjat a partir del títol exacte. Un cop esbrinat el títol la consulta és fàcil.[2][3][4]
- La llista que segueix procura donar el títol exacte de cada treball i una referència que permeti la consulta directa de l'obra original.
- Els treballs sobre un mateix tema s'han procurat d'agrupar.
- En algunes obres s'han afegit alguns enllaços amb temes relacionats amb el contingut de l'obra (Vegeu Temes, en cada cas).
- Els grups indicats no corresponen a cap classificació original. Només serveixen per a facilitar les revisions.

### Grup 1
- L'art du charbonnier . Henri Louis Duhamel du Monceau.[5]
  - Charbon de bois [supplément] (Duhamel)
    - Temes: carbó, carbonera, carboner.

- Fabrique des ancres. (Réaumur et Duhamel)[6]
  - Tema: àncora

- Art du chandelier. (Duhamel)[7]
  - Art du cirier. Henri-Louis Duhamel Du Monceau.[8]
    - Temes: ciri, espelma

- Art de l'épinglier . (Réaumur i Duhamel)[9]
  - Tema: agulla de cap

- Art de faire le papier. Joseph Jêrôme Lalande.[10]
  - Tema: paper

- Art des forges et fourneaux à fer [sections 1-3]. (Coutivron et Bouchu).[11]
  - Art des forges et fourneaux à fer [section 4] (Coutivron et Bouchu).[12]
    - L'art de convertir le fer forgé en acier, et l'art d'adoucir le fer fondu, ou de faire des ouvrages de fer fondu aussi finis que de fer forgé (Réaumur).[13]
      - Temes: ferro, acer, forja, carbó, farga, forn, manxa, trompa d'aigua, farga catalana,...

- Art de tirer des carrières la pierre d'ardoise, de la fendre et de la tailler. Auguste-Denis Fougeroux de Bondaroy.[14]
  - Temes: pissarra, llosa de pedra

- Art de faire le parchemin. Jérôme de La Lande.[15]
  - Tema: pergamí

- Art de travailler les cuirs dorés ou argentés. Auguste-Denis Fougeroux de Bondaroy.[16]
  - Temes: enquadernació, guadamassil, guadamassiler

- Art du cartier. (Duhamel).[17]
  - Temes: baralla de cartes, naip

### Grup 2

Gravat de l' Art du Tailleur

- Art du cartonnier. Joseph Jérôme Le Français de Lalande.[18]
  - Tema: cartró

- L'art de la teinture en soie. Pierre-Joseph Macquer.[19]
  - Temes: seda, tintura (tèxtil)

- Art du chamoiseur . Jérôme de La Lande.[20]
  - Temes: camussa, aluder

- Art du tuilier et du briquetier. (Duhamel, Fourcroy et Gallon).[21]
  - Tuilier & Briquetier {supplément] (Jars).[22]
    - Temes: bòbila, totxos, maons, teules

- Art du tonnelier. (Fougeroux).[23]
  - Temes: boter, bóta

- Art de rafiner le sucre. (Duhamel).[24]
  - Temes: sucre, trapig

- Art du tanneur. (La Lande).[25][26]
  - Temes: adoberia, blanquers, assaonadors

- Art de convertir le cuivre rouge ou cuivre de rosette, en laiton ou cuivre jaune. (Gallon).[27]
  - Temes: coure, llautó
- Art de la draperie, principalement pour ce qui regarde les draps fins. (Duhamel).[28]

- L'art de faire des chapeaux. (Nollet).[29]
  - Tema: barret

- [30]

- Art du mégissier. (La Lande).[31]
  - Tema: adoberia de pells petites (anyells, cabres, ovelles) a França

- Art du couvreur. (Duhamel).[32]
  - Temes: coberta (arquitectura),
- Art de faire les tapis, façon de Turquie, connus sous le nom de tapis de la savonnerie. (Duhamel).[33]
  - Temes: tapís

### Grup 3

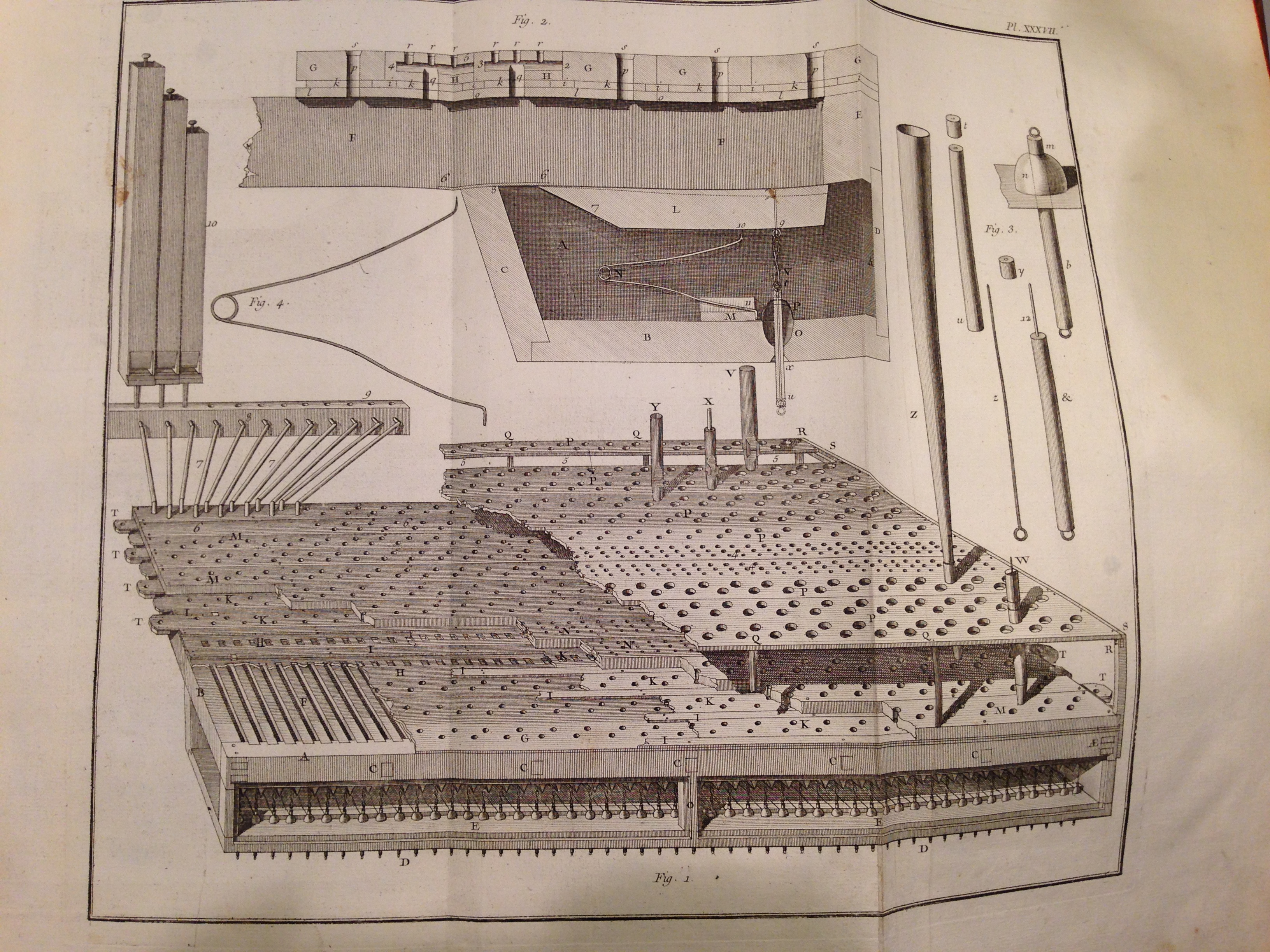
Gravat de l'obra L'art du facteur d'orgues. Representa el secret d'un orgue.

- Du transport, de la conservation et de la force des bois, ou l'on trouvera des moyens d'attendrir les bois, de leur donner diverses courbures, surtout pour la construction des vaisseaux. Henri-Louis Duhamel du Monceau.[34]
  - Temes: fusta, llista de fustes

- Traite ́sur la construction des vaisseaux. Maitz de Goimpy.[35]
  - Temes: vaixell, buc, arquitectura naval, història dels vaixells

- Art de friser ou ratiner les étoffes de laine. (Duhamel).[36]

- L'Art de faire le maroquin. (La Lande).[37]

- L'art de l'hongroyeur. (La Lande).[38]

- Art du chaufournier. (Fourcroy).[39]
  - Temes: calciner, forn de calç, calç

- Art du facteur d'orgues . (Bedos de Celles).
  - Part I.[40]
    - Parts II & III.[41]
      - Part IV.[42]

- Art du paumier-raquetier, et de la paume. François-Alexandre de Garsault.[43]
  - L'obra tracta del jeu de paume: joc, local, raquetes, pilotes i fabricants.

- Art du corroyeur. Jérôme de La Lande.[44]

- Description et détails des arts du meunier: du vermicelier et du boulanger. (Malouin).[45]
  - Tracta dels temes: molí, moliner, farina, pa, flequer, pasta, pasta seca…

- Art du perruquier, contenant la façon de la barbe ; la coupe des cheveux ; la construction des perruques d'hommes et de femmes ; le perruquier en vieux, et le baigneur étuviste. (Garsault).[46]

- Art du serrurier. (Duhamel).[47]
  - Temes: manyà, serraller, serralleria

### Grup 4
- Art du cordonnier. François A. de Garsault.[48]
  - Temes: espardenya, espardenyer, sabater, sabata, bota

- Nouvelle méthode pour diviser les instruments de mathématique et d'astronomie. Michel-Ferdinand d'Albert d'Ailly Chaulnes.[49]
  - Temes: telescopi, microscopi, sistema sexagesimal, limbe (instrument), nònius

- L'Art d'exploiter les mines de charbon de terre . Jean-François-Clément Morand.[50]
  - Charbon de terre. Segona part. Seccions 1-2
    - Charbon de terre. Segona part. Secció 3.
      - Charbon de terre. Secció 4.

- Art de réduire le fer en fil connu sous le nom de fil d'archal. (Duhamel)[51]

- L'art du menuisier, Premiere partie. André-Jacob Roubo.[52]
  - Menuisier. Segona part. André-Jacob Roubo.[53]
    - Menuisier. Tercera part: Carrossier. André-Jacob Roubo.[54]
      - [55]
        - [56]

- Traité général des pesches, et histoire des poissons qu'elles fournissent. (Duhamel et La Marre).[57][58][59][60]
  - Pesches (Duhamel et La Marre)
    - Pesches (Duhamel et La Marre)
      - Pesches (Duhamel et La Marre)
        - Pesches (Duhamel et La Marre)
          - Pesches (Duhamel et La Marre)
            - Pesches (Duhamel)
              - Pesches (Duhamel)
                - Pesches (Duhamel]

- Art du tailleur: contenant le tailleur d'habits d'hommes, les culottes de peau, le tailleur de corps de femmes & enfants, la couturiere, & la marchande de modes.(Garsault)[61]

- L'art du brodeur. Par M. de Saint-Aubin, dessinateur du Roi.[62]

- L'art de l'indigotier. (Beauvais de Raseau).[63]

- Art de faire les colles. (Duhamel).[64]

- Art de faire les pipes a fumer le tabac. (Duhamel).[65][66]
  - Temes: pipa, arrel de bruc

### Grup 5
- L'art de la lingerie. (Garsault).[67]

- L'art du coutelier. Jean-Jacques Perret.[68]
  - L'art du coutelier en ouvrages communs. Auguste-Denis Fougeroux de Bondaroy.[69]
    - L'art du coutelier expert en instruments de chirurgie. Primera part. (Perret)[70]
      - L'art du coutelier expert en instruments de chirurgie. Segona part. (Perret)[71]

- L'art de la porcelaine. Comte de Milly.[72]

- Art du relieur. (Dudin).[73]

- Fabrique des étoffes de soie. M. Paulet, dessinateur et fabricant en étoffes de soie de la ville de Nîmes.[74][75][76][77][78][79]
  - Étoffes de soie [Fabrique des, 3-4 (Paulet)
    - Étoffes de soie [Fabrique des, 5e (Paulet)
      - Étoffes de soie [Fabrique des, 6e (Paulet)
        - Étoffes de soie. 7-1a part
          - Étoffes de soie. 7-2a part

- L'art du plombier et fontainier. Claude Mathieu Delagardette.[80]
- L'art du potier de terre. (Duhamel).[81]

- L'Art du distillateur d'eaux-fortes. Jacques-François Demachy.[82]

### Grup 6

Gravat de l' Art du Brodeur.

- L'art du bourrelier et du sellier. François-Alexandre-Pierre de Garsault.[83]

- L'Art de la peinture sur verre et de la vitrerie. M. Le Vieil.[84]

- Description et usage des principaux instruments d'astronomie. Louis-Guillaume Le Monnier.[85]

- Fabrique de l'amidon. Henri-Louis Duhamel Du Monceau.[86]
  - Temes: midó, midó de blat de moro, midó de kudzu

- L'art du savonnier. Henri-Louis Duhamel Du Monceau.[87]
  - Temes: sabó, sabó d'afaitar

- L'art du tourneur mécanicien. Primera part.(Hulot).[88]
  - Temes: torn, torn de peu

- Le criblier, suite du parcheminier. Fougeroux d'Angerville.[89]
  - Temes: sedàs, sedasser

El conjunt anterior, relligat en 28 volums  in-folio, costava 900 lliures. Sense relligar, 700 lliures.

### Obres previstes en la seva època
En els anys 1777-1778 hi havia algunes obres en fase d'impressió:
- Charbon de terre. Secció 4 i final.(Morand)

- Diamantaire (D'Aubenton)
  - Gravats.[90]
  - Minerals[91]

- Fabrique des etoffes de soie. (Paulet)

- Forges et fourneaux à fer [Supplément] (anonyme)

- Art de faire les poëles. Nicolas-Christiern de Thy, comte de Milly. (sense confirmar)

- Tourneur, Segona part. (Hulot). Sense confirmar

- Art du vinaigrier.[92]

- Art du potier d'étain. Pierre-Augustin Salmon.[93]

#### Vernís, envernissat i envernissadors
Aquest tema no està prou clar. Aparentment, el 28 de març de 1772 Pierre-François Mitouard va llegir un treball sobre la qüestió a l'Acadèmia de Ciències de París: L'Art de faire et d'employer le vernis ou L'Art du vernisseur. Henri-Louis Duhamel du Monceau i Jean-Charles Trudaine de Montigny foren els encarregats de supervisar la proposta.
Algunes obres sobre l'envernissat, publicades per altres, estan recollides en la referència anterior.
- L' art du peintre, doreur, vernisseur, ouvrage utile aux artistes & aux amateurs qui veulent entreprendre de peindre.... Jean Felix Watin.[95]
- Traité theorique et pratique sur l'art de faire et d'appliquer les vernis.[96]

## Llista de temes per ordre alfabètic
Un llistat oficial dels temes publicats per l'Acadèmia de Ciències de París (1666-1770) fou editat per a facilitar el relligat dels diversos fascicles publicats per separat.
- Amidon, Fabrique de l' (Duhamel, 1773)
- Ancres, Fabriques des (Réaumur et Duhamel, 1723)
- Ardoise, Art de Tirer des Carrieres Pierre la d' (Fougeroux de Bondaroy, 1762)
- Battage des Grains (M.D.N.E., 1769)
- Boulanger, vermicelier, meunier, Description et détail des (Malouin, 1779)
- Bourrelier et du Sellier, L'Art du (Garsault, 1774)
- Brodeur, L'Art du (Saint-Aubin, dessinateur, 1770)
- Cartier, Art du (Duhamel, z.d.)
- Cartonnier, Art du (Lalande, 1762)
- Chamoiseur, Art du (Lalande, 1763)
- Chandelier, Art du (Duhamel, z.d.)
- Chapeaux, L'Art de faire des (Nollet, 1765)
- Charbonier (Duhamel du Monceau, 1760, z.d.)
- Charbon de terre, L'Art d'exploiter les mines de (Morand, 1768, 1773, 1774, 1776, 1777, 1779)
- Chaufornier, Art du (Fourcroy de Ramecourt, 1766)
- Cirier, Art du (Duhamel, 1762)
- Colles, L'Art de faire différentes sortes de (Duhamel, 1771)
- Cordonnier, Art du (Garsault, 1767)
- Corroyeur, Art du (Lalande, 1767)
- Coutelier, L'Art du (Perret, 1771)
- Coutelier, L'Art du, en instruments de Chirurgie (Perret, 2 delen 1772)
- Coutelier, L'Art du, en ouvrages communs (Fougeroux de Bondaroy, 1772)
- Couvreur, Art du (Duhamel, 1766)
- Criblier, Le (Fougeroux de Bondaroy, z.d.)
- Cuirs dorés ou argentés, Art de travailler les (Fougeroux de Bondaroy, 1762)
- Cuivre rouge ou Cuivre de Rosette, en Laiton ou Cuivre Jaune, L'Art de convertir (Gallon, 1764)
- Cuivre, Addition au Travail de (Duhamel, z.d.)
- Distillateur en Eaux-Fortes, L'Art du (Demachy, 1773)
- Distillateur liquoriste, L'Art du (Demachy, 1775)
- Draperie, Art de la (Duhamel, 1765)
- Enclume, De la Forge des (Duhamel, 1762)
- Epinglier, Art de l' (Réaumur et Duhamel, z.d.)
- Etoffes de Laine, Art de Friser ou Ratiner les (Duhamel, 1766)
- Etoffes de Laine, L'Art du Fabrikant d' (Roland de la Platière, 1780)
- Etoffes de Laine, L'Art de prépare et d'imprimer les (Roland de la Platière, 1780)
- Etoffes de Soie, L'Art du Fabriquant d'Etoffes de (Paulet, 4 delen in 1773, 1774, 1775, 1776)
- Fer fondu, Nouvel Art d'Adoucir le (Réaumur, 1762)
- Fil d'Archal, Art de Réduire le Fer en (Duhamel, 1768)
- Forges et fourneaux à Fer, Art des (Bouchu et Coutivron, 4 delen tot 1762)
- Hongroyeur, L'Art de l' (La Lande, z.d.)
- Indigotier, L'Art de l' (Beauvais de Raseau, 1770)
- Instruments d'astronomie, Description et usage des principaux (Le Monnier, 1774)
- Instruments de Mathématique et d'Astronomie, Nouvelles Méthode pour diviser les (Chaulnes, 1768)
- Layetier, L'Art du (Roubo, 1782)
- Lingere, L'Art de la (Garsault, 1771)
- Maçonnerie, L'Art de la (Lucotte, 1783).[98]
- Mâture, Description de l'Art de la (Romme, 1778).[99]
- Maroquin, L'Art de faire le (Lalande, z.d.)
- Mégissier, Art du (Lalande, 1765)
- Menuisier, Art du (Roubo, 1769, 1770)
- Menuisier-Carrossier, Art du (Roubo, 1771)
- Menuisier en Meubles, Art du (Roubo, 1772)
- Menuisier Ebéniste, Art du (Roubo, 1774)
- Menuisier Treillageur, Art du Treillageur, ou Menuiserie des Jardins (Roubo, 1775)
- Microscope, Description d'un, et différents Micrometres (Chaulnes, 1768).[100]
- Orgues, Art du facteur d' (Bedos de Celles, 1766, 1770, z.d., 1778)
- Papier, Art de faire le (Lalande, 1761?)
- Parchemin, Art de faire le (Lalande, 1762)
- Paumier-Raquetier, Art du (Garsault, 1762)
- Pesches,Traite général des (Duhamel et La Marre, 15 delen tussen 1769 en 1782)
- Peinture sur Verre et Vitrerie, Art de la (Le Vieil, 1774)
- Perruquier, Art du (Garsault, 1767)
- Pipes à Fumer le Tabac, Art de faire les (Duhamel, 1771)
- Plombier et Fontainier, L'Art du (M., 1773)
- Porcelaine, L'Art de la (de Milly, 1770)
- Potier d'Etain, Art du (Salmon, 1788)
- Potier de Terre, L'Art du (Duhamel, 1773)
- Raffiner le Sucre, L'Art de (Duhamel, 1764)
- Relieur Doreur de Livres, L'Art du (Dudin, 1772)
- Ressorts de Montres, L'Art de faire les (Blakey, 1780)
- Savonnier, L. Art du (Duhamel, 1774)
- Serrurier, Art du (Duhamel, 1767)
- Tailleur, Art du (Garsault, 1769)
- Tanneur, Art du (Lalande, 1764)
- Tapis, Art de faire des, façon de Turquie (Duhamel, 1766)
- Teinture en Soie, Art de la (Macquer, 1763)
- Théatres et des machines théatrales, Traité de la construction (Roubo, 1777).[101]
- Tonnelier, L'Art du (Fougeroux de Bondaroy, 1763)
- Tourneur mécanicien, L'Art du (Hulot, 1775)
- Tuilier et briquetier, L'Art du (Duhamel, Fourcroy de Ramecourt et Gallon, 1763)
- Tuilier et briquetier, Art de Fabriquer la Brique et la Tuile en Hollande (Jars, 1767)
- Vaisseaux, Traite de la construction des (Chapman, 1779).[102]
- Velours de Coton, L'Art du Fabricant de (Roland de la Platière, 1780)
- Voilure, Art de la (Romme, 1781).[103]

## Volums
Algunes de les obres de la col·lecció estan integrades formant un volum. En teoria hi hauria d'haver 28 volums (segons el relligat oficial). Alguns d'aquests volums poden consultar-se.
- Volum 1

- Volum 2.[104]

- Volum 3

- Volum 4.[105]

- Volum 5.[106]

- Volum 6

- Volum 7

- Volum 8.[107]

- Volum 9

- Volum 10

- Volum 11
- Volum 12.[108]

- Volum 13

- Volum 14

- Volum 15

- Volum 16

- Volum 17.[109]
- Volum 18

- Volum 19.[110]

- Volum 20.[111]

## Gravats
Les descripcions dels arts i oficis anaven il·lustrades amb molts gravats. Les matrius foren treballades per alguns grans artistes de l'època.
Segons algunes opinions, Diderot va emprar unes 150 matrius de les Descriptions des arts et métiers, poc o molt modificades, per a la seva enciclopèdia.

### Gravadors
Caffieri, Pierre Patte, Pierre Claude de La Gardette, Louis-Jacques Goussier, André-Jacob Roubo…